# Scie
De Scie is een rivier in Frankrijk die in Pourville-sur-Mer in het Kanaal uitmondt. De rivier stroomt door het Pays de Caux in Normandië.

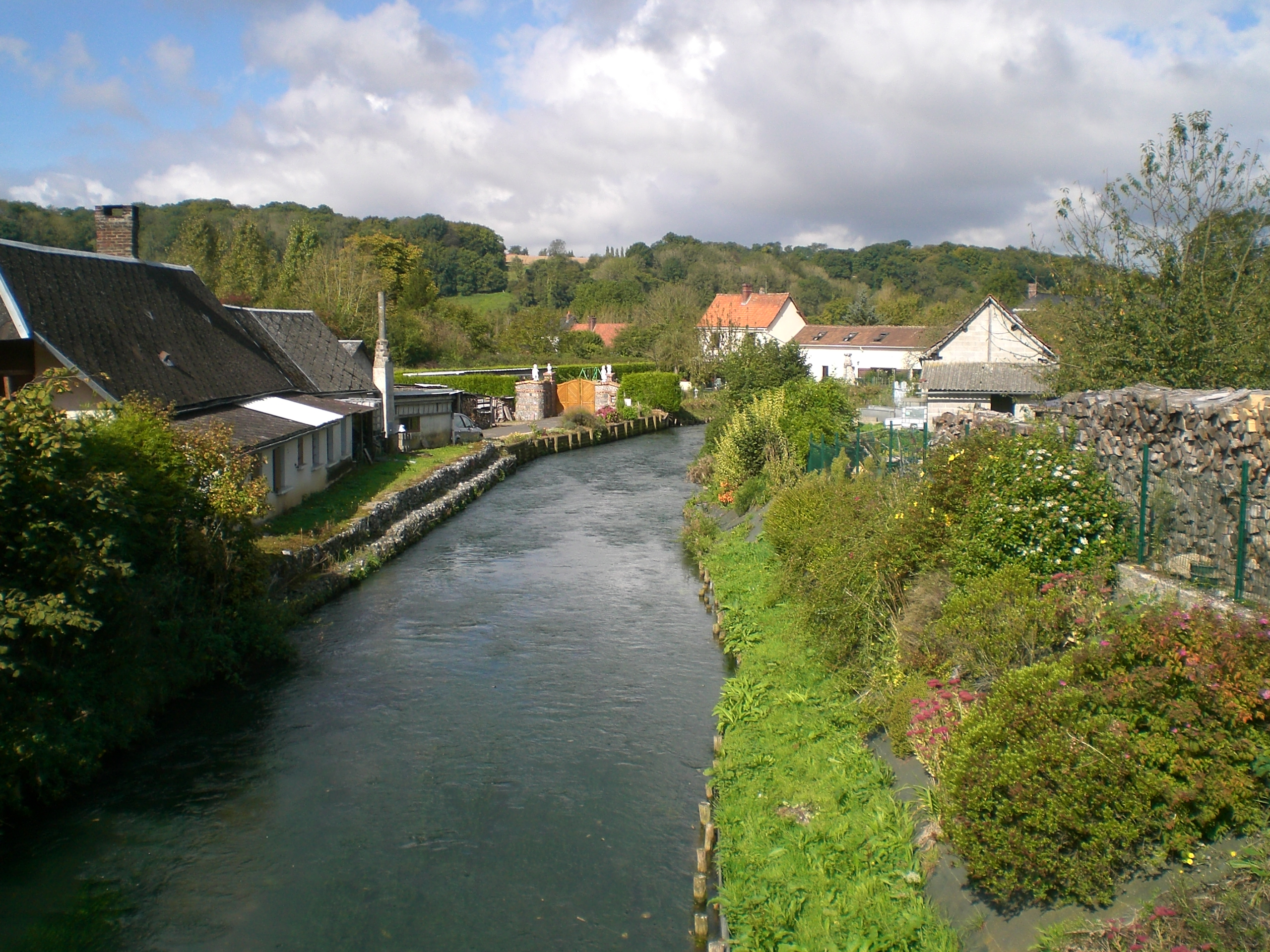
De Scie in Tourville-sur-Arques

## Etymologie
Een oude vermelding van de stroom gaat terug tot omstreeks 1040 als Sedam.

## Geografie

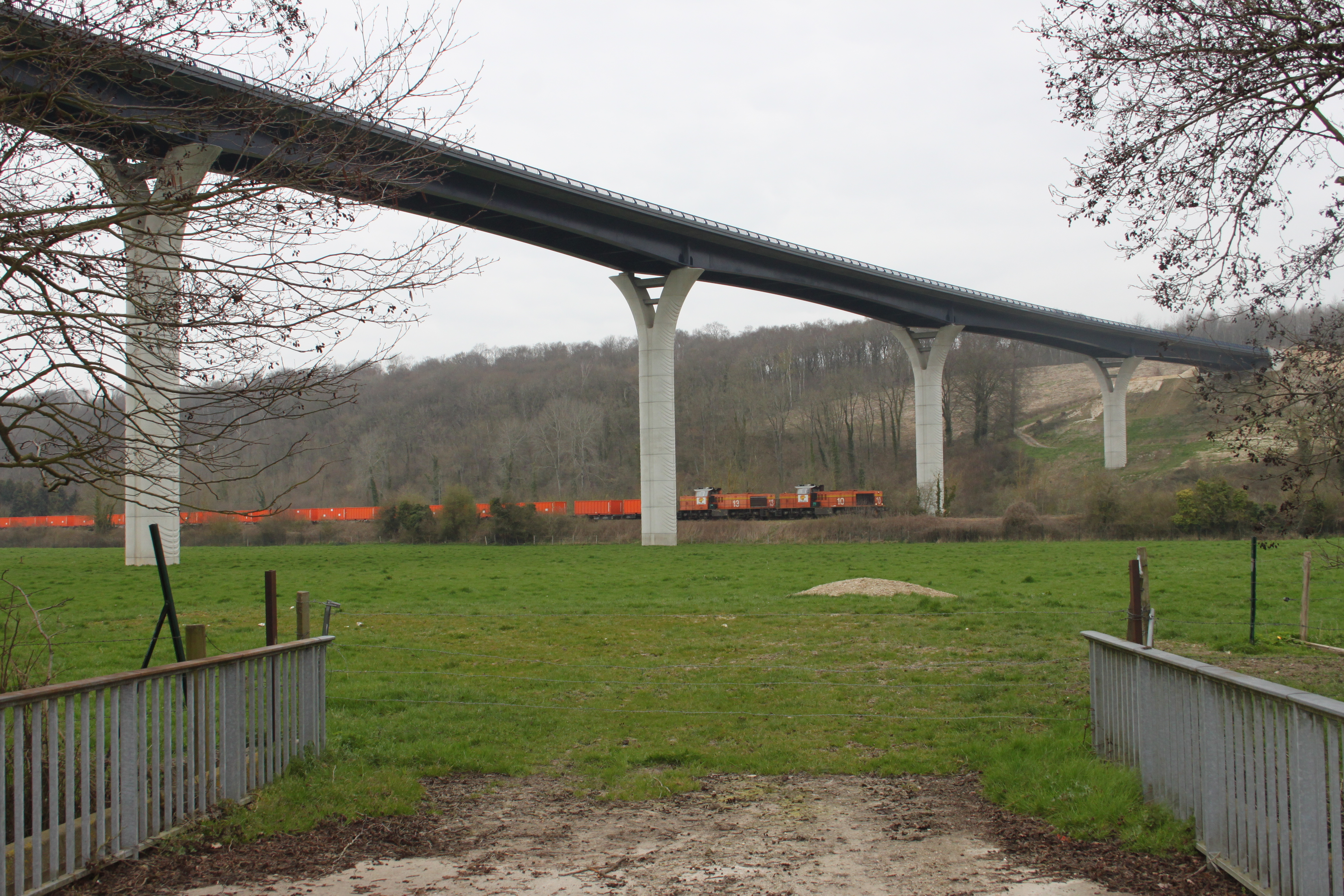
Viaduc de la Scie

De Scie ontspringt op een hoogte van 137 meter in de gemeente Étaimpuis. Daarna stroomt de rivier in noord-noordwestelijke richting door een smalle vallei, enigszins evenwijdig met andere stromen in Seine-Maritime die ook in het Kanaal uitmonden.
Vanaf Étaimpuis loopt de Scie langs en door Humesnil, Saint-Victor-l'Abbaye, Saint-Maclou-de-Folleville, l'Arbalète, Vassonville, Saint-Denis-sur-Scie, Auffay, Heugleville-sur-Scie, Gonneville-sur-Scie, Notre-Dame-du-Parc, Saint-Crespin, Les Cent-Acres, Longueville-sur-Scie, Vaudreville, Dénestanville, Crosville-sur-Scie, Anneville-sur-Scie, Manéhouville, Sauqueville, Tourville-sur-Arques, Saint-Aubin-sur-Scie, Offranville, Hautot-sur-Mer, Le Plessis, Bas d'Hautot, Petit-Appeville, om bij Pourville-sur-Mer in het Kanaal uit te monden.
Door de vallei van de Scie loopt de spoorlijn Malaunay-Le Houlme - Dieppe.

## Toponiemen
Plaatsnamen die naar de rivier verwijzen zijn: Anneville-sur-Scie, Crosville-sur-Scie, Gonneville-sur-Scie, Heugleville-sur-Scie, Longueville-sur-Scie, Saint-Aubin-sur-Scie, Saint-Denis-sur-Scie, Val-de-Scie.